# Monte Lemerle

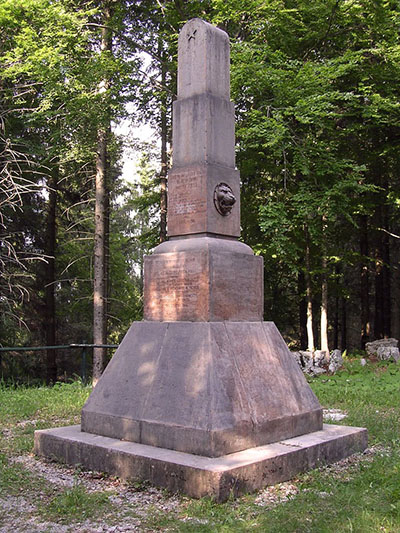
Memorial aos soldados no Monte Lemerte

O Monte Lemerle é um monte na comuna italiana de Roana, com 1233 m de altitude até o cume.

## Memorial
No monte está localizado um memorial aos soldados que defenderam-o durante a Primeira Guerra Mundial.

## Referencias
1. 1 2  Zanche, Corrado De. «Monte Lemerle». www.montagnando.it (em italiano). Consultado em 16 de março de 2023
2. ↑  «Monte Lemerle». PeakVisor (em inglês). Consultado em 16 de março de 2023